# إيفان ألفاريز (لاعب كرة قدم)
إيفان ألفاريز (بالإسبانية: Iván Álvarez)‏ هو لاعب كرة قدم أرجنتيني في مركز الوسط، ولد في 18 فبراير 2000 في مورون في الأرجنتين. لعب مع ديبورتيفو مورون ‏.

## وصلات خارجية
- إيفان ألفاريز (لاعب كرة قدم) على موقع قاعدة بيانات كرة القدم.إي يو (الإنجليزية)
- إيفان ألفاريز (لاعب كرة قدم) على موقع Soccerway.com (الإنجليزية)